# Susanne Evers
Susanne Evers (* 6. Januar 1970 in Dessau) ist eine deutsche Fernseh- und Theaterschauspielerin.

## Leben
Geboren in Dessau, reiste Evers 1985 aus der damaligen DDR aus und studierte von 1987 bis 1989 an der Schauspielakademie Zürich. Darauf folgte ein Studium an der Universität der Künste Berlin, wo sie 1992 ihr Schauspieldiplom ablegte. Mit ihrem Studienabschluss wurde sie in die Zentrale Bühnen-, Film- und Fernsehvermittlung (ZBF) aufgenommen.
Evers begann ihre Fernsehkarriere 1992 in der Serie Ein besonderes Paar. Hier war sie als Sonja Liszt die Tochter des von Klausjürgen Wussow dargestellten Albert Liszt. Es folgten weitere Fernsehrollen, u. a. in Karin Herchers Die Wüste, in Lukas (ZDF) und in der RTL-Serie Gute Zeiten, schlechte Zeiten. Von 2000 bis 2009 spielte Evers die Rolle der Suzanne Richter in der ARD-Serie Lindenstraße.
Neben ihrer Fernseharbeit übernimmt Evers auch häufig Theaterrollen, so unter anderem an der Schaubühne Berlin, an der Berliner Tribüne, an den Kammerspielen des Deutschen Theaters Berlin sowie an Theatern in Dessau und Trier. Darüber hinaus trat sie 2005 in Jean Dells Ein kleines Spiel ohne große Folgen am Grenzlandtheater Aachen auf.